# Ummidia gandjinoi
Ummidia gandjinoi är en spindelart som först beskrevs av Jekaterina Michajlovna Andrejeva 1968.  Ummidia gandjinoi ingår i släktet Ummidia och familjen Ctenizidae. Inga underarter finns listade i Catalogue of Life.